# Grüner Veltliner

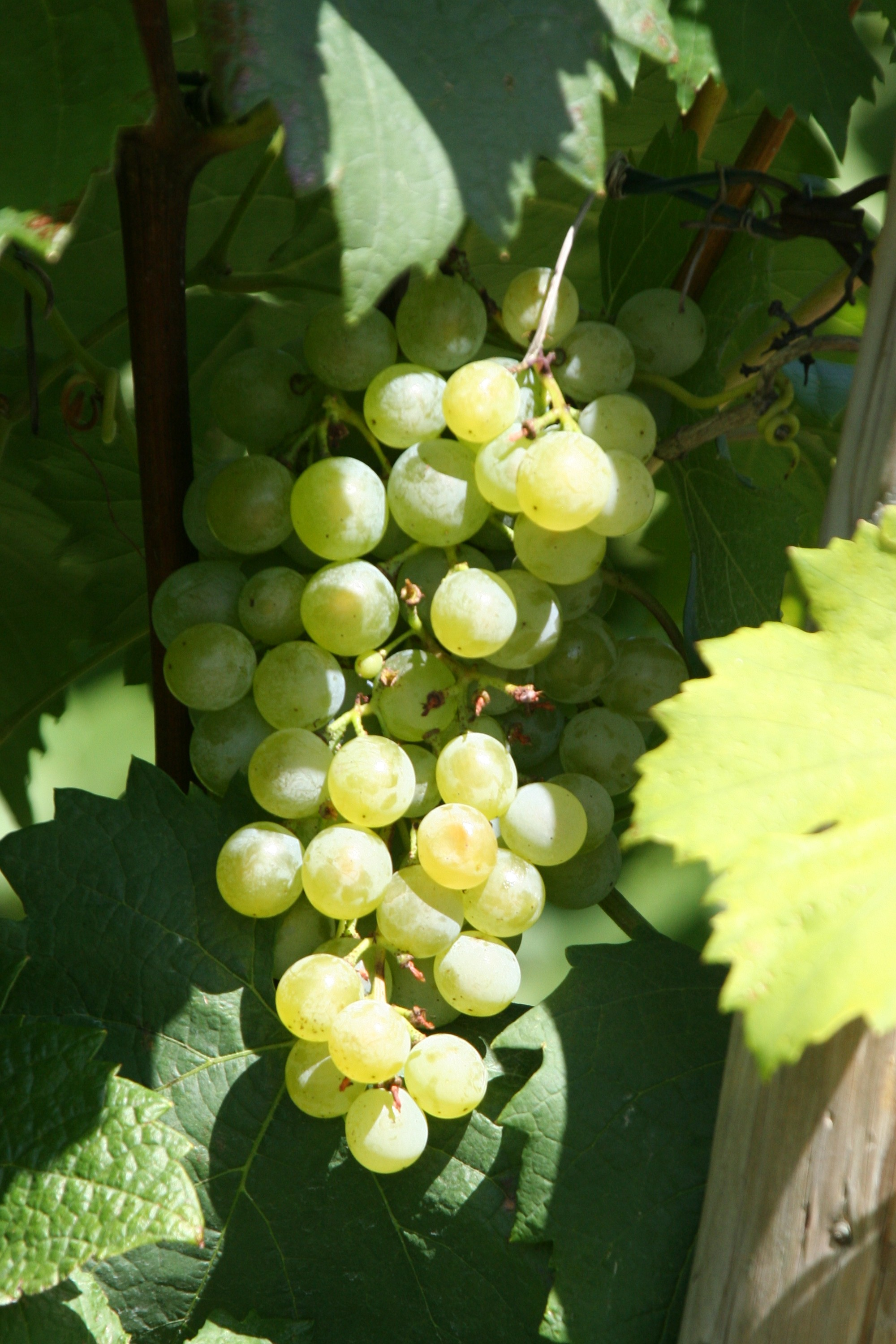
De Grüner Veltliner druif

De Grüner Veltliner is een witte druivensoort die vooral in Oostenrijk voorkomt, maar ook in Hongarije als Zöldveltelini. De witte wijn die van deze druiven wordt gemaakt is vaak fris en peperig, maar citrus en honing is ook mogelijk.
Hoewel wordt beweerd dat deze druiven daar al in de Romeinse tijd groeiden, werd er pas in de 19de eeuw over geschreven.

## Afstamming
Via DNA-techniek is gebleken dat deze druif een kruising is van de traminer en de St. Georgener.

## Verspreiding
Ruim 30% van de Oostenrijkse wijngaarden bestaat qua oppervlakte uit Grüner Veltliner. Zij groeit vooral ten noordwesten van Wenen in vier Oostenrijkse regio's die een kwaliteitspredikaat hebben, namelijk Kamptal, Kremstal, Traisental en Weinviertel. In Duitsland wordt de historische Hansenwein van Plochingen nabij Stuttgart gemaakt van deze druif.
Ook in Slowakije, Tsjechië, Kroatië, Californië, Australië, België en Nieuw-Zeeland zijn wijngaarden met deze druivensoort te vinden.

## Kenmerken
De meeste wijn in Oostenrijk wordt op roestvrij staal gevinificeerd. De witte wijn gemaakt van deze druif is afkomstig uit kiezel- of rode-gravelrijke gaarden en heeft een geur en frisse smaak van groene appel en tonen van ananas en honingmeloen. De wijn wordt veel gebruikt als aperitief of als begeleider van lichte voorgerechten. Doordat de Grüner Veltliner een veelzijdig karakter heeft kan het zowel jonge als lang gerijpte wijnen opleveren.

## Synoniemen
Bron: 
- Bielospicak
- Cima Bianca
- Cimaverde
- Dreimänner
- Fehérhegyue
- Feldlinger
- Green Velteliner K.5
- Green Veltliner
- Grün Muskateller
- Grüne Manhardsrebe
- Grüner
- Grüner Muskateler
- Grüner Muskateller
- Grüner Velteliner
- Grüner Weissgipfler
- Grüenmuskateller
- Manhardsrebe
- Manhardtraube
- Manhartsrebe
- Mouhardrebe
- Mouhardsrebe
- Muskatel
- Muskatel Zeleny
- Plinia Austriaca
- Ranfol Bianco
- Ranfol Bijeli
- Ranfol Weisser
- Rdeci Veltinec
- Reifler Weiss
- Ryvola Bila
- Tarant Bily
- Valtelin Blanc
- Valtelina Vert
- Valteliner
- Valteliner Blanc
- Valteliner Vert
- Velteliner Grüner
- Velteliner Vert
- Velteliner Weisser
- Veltelini Zöld
- Veltlin Zeleny
- Veltlinac Zeleni
- Veltlinec
- Veltliner
- Veltliner Blanc
- Veltliner Grün
- Veltliner Grüner
- Veltliner Verde
- Veltlini
- Veltlinske Zelene
- Veltlinski Zelenii
- Veltlinsky Vert
- Veltlinski Zeleny
- Vetlinac
- Vetlinac Zeleni
- Weisser
- Weisser Raifler
- Weisser Reifler
- Weisser Valteliner
- Weisser Velteliner
- Weisser Veltliner
- Weissgipfler
- Weissgipfler Grüner
- Yesil Veltliner
- Zeleni Veltlinec
- Zeleni Vetlinac
- Zeleny Muskatel
- Zleni Veltinac
- Zöld Muskotaly
- Zöld Muskotalynak
- Zöld Veltelini
- Zöld Velteliny
- Zöld Veltlini
- Zöldveltelini
- Zöld Veltelini
- Zöld Veltelini K.5